# Xã Watensaw, Quận Prairie, Arkansas
Xã Watensaw (tiếng Anh: Watensaw Township) là một xã thuộc quận Prairie, tiểu bang Arkansas, Hoa Kỳ. Năm 2010, dân số của xã này là 1.278 người.